# 碳足跡

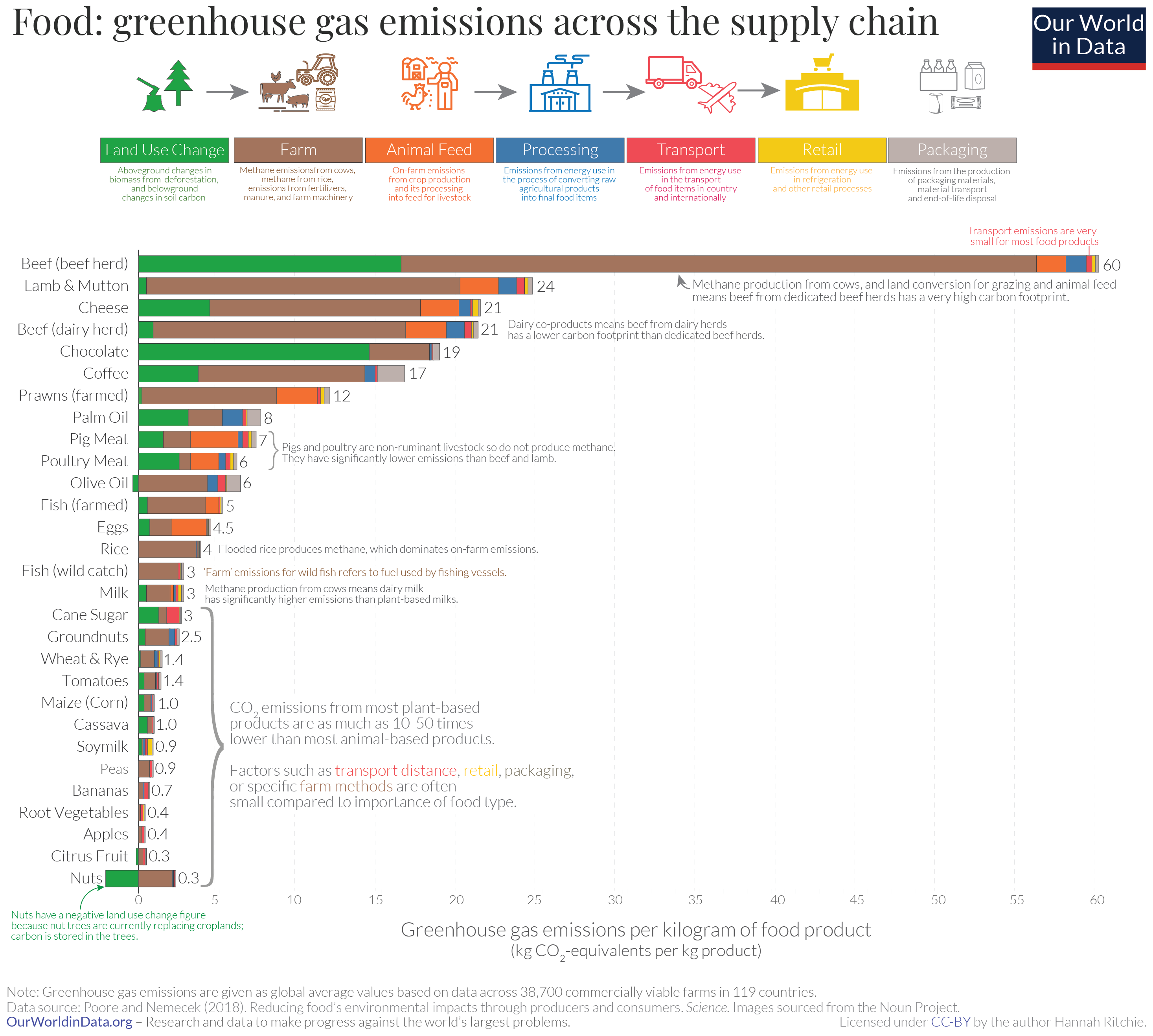
不同食物在供應鏈中產生的溫室氣體排放。

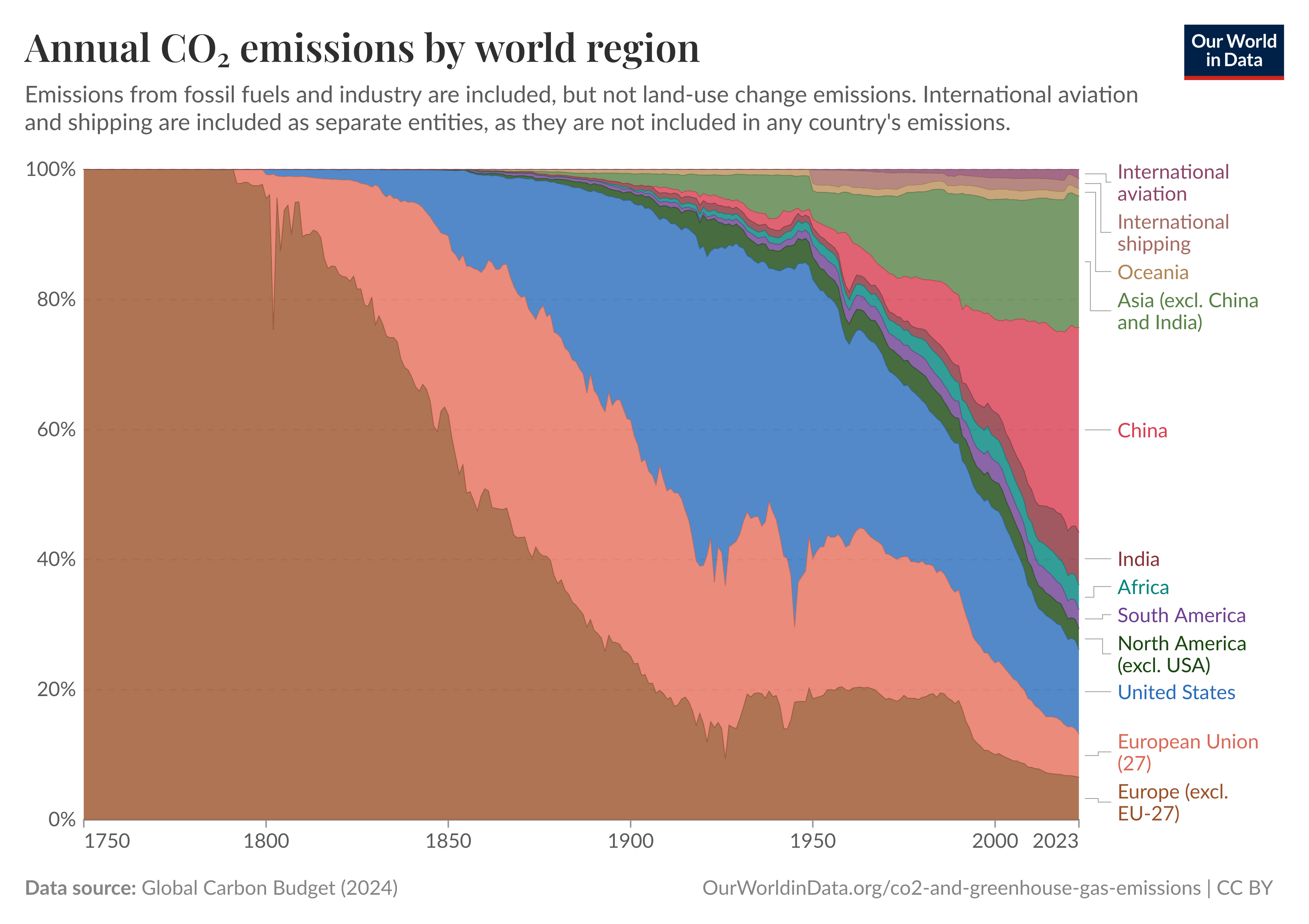
世界二氧化碳排放，按區域劃分（資料來源:Our World in Data）。

碳足跡（英語：Carbon footprint，也稱為溫室氣體足跡（英語：Greenhouse gas footprint））指的是由個人、事件、機構、服務、地點或產品產生的溫室氣體 (GHG) 排放總量，以二氧化碳當量 (CO2) 表示。溫室氣體包括含碳氣體如二氧化碳和甲烷，會經由燃燒化石燃料、土地清理以及生產及耗用食品、製成品、材料、木材、道路、建築物、運輸和其他服務而排放。
在大多數情況下，由於對產生過程中複雜的相互作用（包括儲存或釋放二氧化碳的自然過程）了解不足，因此無法對總體碳足跡作準確估計。為此，研究人員Wright、Kemp和Williams提出碳足跡的定義為：
衡量特定人群、系統或活動的二氧化碳和甲烷排放總量（相關人群、系統或活動的空間和時間範圍內所有相關來源、彙整和儲存均列入考慮），採相關百年全球暖化潛勢 (GWP100) 計算所得的二氧化碳當量。
溫室氣體盤查議定書（Greenhouse Gas Protocol）把溫室氣體的範圍予以擴大。
包含《京都議定書》所涵蓋的7種溫室氣體的核算和報告 - 二氧化碳  (CO2)、甲烷 (CH4)、一氧化二氮 (N2O)、氫氟烴 (HFCs)、碳氟化合物 (PCFs)、六氟化硫 (SF6) 和三氟化氮 (NF3)。
全球2014年人均碳足跡約為5公噸二氧化碳當量。計算碳足跡的方法有多種，環保組織大自然保護協會認為美國公民的平均碳足跡為16噸。此數字名列世界最高者之一，導致該國要實施新政策以將其降低。學者們估計紐約市到2050年可把當地建築物的碳足跡消除。根據紐約市的文件和國家統計數據，該市能直接控制的重要做法是把其集中供熱的碳排放消除，此排放佔紐約市報告碳排放量的30%，在能源相關的碳排放量中佔比則為58%。 
家庭碳足跡計算表源自石油生產商BP，這家公司聘請奥美公司開展宣傳活動，把造成氣候變化的責任從企業和機構轉移到個人生活方式之上 - 即人類經自身選擇而導致碳排放，無可避免。 “碳足跡”這個名詞也因BP推廣而變得風行。

## 背景
人類活動是溫室氣體排放的重要原因之一，特別是能源和交通運輸領域使用化石燃料（煤、石油和天然氣）所產生的排放，會增加地球的溫度。其主要影響包括氣候變化（例如極端天氣和海洋酸化與變暖）。自1820年代第一次工業革命啟動以來，即開始導致氣候變化。由於人類嚴重依賴化石燃料、大量使用能源和不斷進行的森林砍伐，持續增加大氣中的溫室氣體數量，讓減少溫室氣體足跡變得極為困難。但個人有幾種方法可減少自己的溫室氣體足跡，例如改變飲食習慣（減少肉類和奶製品的消費，以及減少食物浪費）、在家中使用高能源效率的電器、減少日常購買（尤其是一次性物品，例如快時尚）和減少旅行（特別是減少航空旅行）。
溫室氣體會吸收紅外線輻射而升高地球的溫度。雖然有些排放是自然發生，但人類是導致排放速率增加的罪魁禍首。這些排放來自使用化石燃料來發電、產生熱和交通運輸，還有從事工業生產活動中的副產品。最常見的溫室氣體有二氧化碳 、甲烷、一氧化二氮和許多氟化氣體。溫室氣體足跡的計算，可單獨計算一個人的，以至於計算全世界的。
發表在IPCC第六次評估報告中的的氣候科學數據，列出的關鍵科學發現，把人為溫室氣體排放量的增加與當前氣候變化建立關聯。根據這份報告，世界唯有立即大規模減少溫室氣體排放，才能避免地球溫度升高1.5 °C或2 °C的窘境。

### 概念由來
碳足跡的概念和名稱源自生態足跡概念，生態足跡之名由在英屬哥倫比亞大學任教的William E. Rees和Mathis Wackernagel於1990年代提出。碳足跡通常以每年排放的噸數（二氧化碳當量）表達，但生態足跡通常是以地球的更新來作報告。評估方式是根據地球每人的生態足跡所耗用的資源，需要幾個“地球”才足夠應付。碳足跡是生態足跡中的一部分。碳足跡僅衡量導致氣候變化的氣體排放，較生態足跡受更多的關注。
除碳足跡及生態足跡外，還有水足跡和土地足跡等關於足跡的指標。
個人碳足跡的概念在2005年，經BP僱用奧美辦理的大型廣告活動中而變得普及。 人們受指導去計算自己的個人足跡，活動中並為人們提供施行“低碳飲食”的做法。其他主要化石燃料公司也採此一策略，此策略是大量借鑒菸草業和塑料業之前的做法，把這些行業產生負面影響的責任（如未成年人吸菸，亂扔煙蒂，和塑膠污染）推諉成因個人選擇所造成。
BP並未嘗試減少自己的碳足跡，反而把石油鑽探活動擴充，進入2020年代。其策略確實獲致取某種成功，越來越多的消費者開始關注自己的個人行為，並創建多個計算碳足跡計的方式。

## 衡量碳足跡
常見溫室氣體
個人、國家或機構的碳足跡可依據其溫室氣體排放的數量做評估。碳排放生命週期評估或其他統計作業被稱為碳排放會計。一旦知道碳足跡的數量，就可制定將其降低的策略 - 例如透過技術發展、能源效率改進、更完善的流程和產品管理、改採綠色公共或私人採購 (GPP)、碳捕集與封存、消費策略和碳補償等。 
網路上提供有幾個免費計算個人碳足跡的應用工具其中一些（包括柏克萊加利福尼亞大學的CoolClimate Network研究聯盟和CarbonStory。）得到同行評審的支持。這些網站或多或少會要求使用者回答有關飲食、交通選項、房屋大小、購物和娛樂活動、用電量、供暖以及如烘乾機和冰箱等設備方面的詳細問題。網站會根據回答，以系統性回顧方式，盡力客觀的計算出個人/家庭的碳足跡。卡內基美隆大學主管氣候與可持續性研究的克里斯托弗·韋伯（Christopher Weber）最近發表的研究結果，發現在做產品碳足跡計算時，往往充滿甚大的不確定性。計算電子產品碳足跡中的變量，例如生產、運輸和製造所用的先前技術，會讓建立準確的碳足跡變得困難。對那些廣受歡迎的計算碳足跡技術提出質疑和確定其準確性就變得很重要。 
計算產業、產品或服務的碳足跡是項複雜的工作。國際標準化組織有個名為ISO 14040:2006的標準，此標準具有針對生命週期評估（LCA）做研究的框架。而ISO 14060系列標準為溫室氣體排放和清除在量化、監測、報告和確認或驗證提供更複雜的工具。另一種是通過溫室氣體盤查議定書，此為一套用於跟踪價值鏈中範圍1、2和3排放的溫室氣體排放的標準。 
使用上述標准，也可用於預測過程中發生的碳足跡 - 在規劃/設計流程時，把燃料、化學品或其他原料的估計年度使用量，乘上它們的排放強度（也稱碳強度（carbon intensity）即有結果。

### 直接碳排放
直接碳排放（或稱範圍1碳排放）是由生產產品或提供服務的場所直接產生的排放。其中一例是與現場燃燒燃料相關的排放。而在個人層面，私家車或燃氣灶的排放屬於這一類。

### 間接碳排放

根據貿易數字計算，以消費為基礎的2017年國家/區域人均二氧化碳排放。

間接碳排放是來自過程的上游或下游的排放（或稱範圍2或範圍3排放）。
上游間接碳排放的例子包括：
- 材料/燃料的交通運輸所產生
- 在生產場所之外使用的任何能源所產生
- 生產場所外產生的廢棄物（垃圾）所產生

下游間接碳排放的例子包括：
- 任何報廢過程或處置所產生
- 產品和廢棄物的交通運輸所產生
- 與銷售產品相關的排放

範圍2排放是與現場購入使用的電力、熱和/或蒸汽間接相關的排放。
範圍3排放是來自組織活動使用，但非由自身生產或控制的所有其他間接排放。溫室氣體盤查議定書中的企業價值鏈（範圍3）會計和報告標準可讓公司評估其整個價值鏈排放影響，以確定減排活動的重點。

### 報告
美國國家環境保護局（EPA）把導致發電廠排放的因素按州劃分。 
英國環境食品與鄉村事務部（DEFRA）從2002年起就把排放因素按範圍1、2和3做區分。DEFRA不再提供排放因素給國外詢問者，而請他們找國際能源署（IEA）取得重點資料，IEA可提供詳細的（範圍1及2）資料，但要收費。

## 地理區域的碳足跡

按國家區分，2017年人均二氧化碳排放（資料來源:Our World in Data）。

### 全國碳足跡
根據世界銀行的數據，2014年全球人均碳足跡為4.97公噸。歐盟2007年的人均值約為13.8噸（二氧化碳當量），而美國、盧森堡和澳大利亞的則超過25噸。美國在2017年的人均值約為20公噸（二氧化碳當量）。
決定個人碳足跡最主要的因素有移動（駕車、搭乘飛機和少量來自公共交通）、住所（用電、供暖和建築）和食物。在歐盟，因移動而產生的碳足跡，由直接排放（例如駕駛私家車）和購買與移動相關服務中隱含的排放（航空運輸、汽車生產和燃料開採過程中產生的排放）平均分配。如瑞典和法國等低碳經濟體中，大部分家庭碳排放由進口商品產生，分別為65%和51%。
美國家庭的碳足跡大約是全球平均值的5倍。對大多數美國家庭來說，減少碳足跡的最重要方式是減少駕車，或是改開具有更高燃料效率的汽車。

### 次國家或地方碳足跡
除計算整個國家的碳足跡外，也可計算地區、城市和社區的碳足跡。

## 能源消耗的碳足跡
研究顯示在所有發電方式中，水力發電、風能發電和核能發電所產生的二氧化碳最少。但數字不包括事故或恐怖主義造成的排放。風能發電和太陽能發電在其運行過程中不排放碳，但在建設和維護期間會留下碳足跡。利用水庫作水力發電也有很大的足跡，包括建築時的移除植被和持續的甲烷排放（溪流中殘餘物在水庫底部厭氧活動分解出甲烷，若殘留物隨溪水移動，則經有氧活動分解出二氧化碳）。
發電廠產生的二氧化碳佔世界人為排放量的一半。熱量的二氧化碳足跡同樣重要，研究顯示使用發電廠廢熱做熱電聯產（CHP）或是供熱（DH）的碳足跡最低，遠低於微型發電或熱泵空調所產生的。
煤炭生產經調整後，已大幅減少碳排放，自1980年代以來，生產一噸鋼所消耗的能源減少達50%。

## 交通運輸的碳足跡
本節提供不同運輸工具所使用燃料，其碳足跡的代表性數字（不包括製造車輛或建設相關基礎設施的碳足跡）。準確的數字因多種因素而異。

### 航空
芬蘭所採用的交通工具尾氣排放和能源使用排放計算系統LIPASTO對客機的平均直接排放量（不考慮高海拔輻射效應）所做的調查，提供一些二氧化碳排放量代表性數據，這些排放以每乘客公里的二氧化碳及二氧化碳當量表示：
- 國內，短距離（小於463公里，或288英里）：257克/公里，或259克/公里（14.7盎司/英里）二氧化碳當量
- 長途飛行：113克/公里二氧化碳，或114克/公里（6.5盎司/英里）二氧化碳當量

但使用每單位旅行距離的排放量不一定是表達航空旅行碳足跡的最佳指標，因為航空旅行所覆蓋的距離通常比其他旅行方式更遠。決定碳足跡的是一次旅行的總排放量，而非僅是排放率。例如由於航空旅行讓快速長途旅行成為可能，因此選擇的目的地可能比使用其他旅行方式要遠很多。

### 道路
歐洲環境署提供的2011年歐洲所有公路旅行每乘客公里的二氧化碳排放量：
- 109克/公里

對於車輛，國際清潔運輸委員會提供2013年歐洲道路行駛每公里二氧化碳排放量的平均數據（依新歐洲駕駛循環調整）：
- 新註冊汽車：127克/公里
- 混合動力汽車：92克/公里
- 輕型商用車（英语：Light commercial vehicle） (LCV)：175克/公里

美國的平均數據由EPA依據EPA聯邦測試程序提供，分為以下三類：
- 乘用車：200克/公里（322克/英里）
- 卡車：280克/公里（450克/英里）
- 綜合：229克/公里（369克/英里）

## 產品碳足跡

受訪談的中國人中有3分之1認為該在產品上標示出碳足跡。

有些組織已為製成品做過碳足跡的計算。EPA已為紙張、塑料（供糖果包裝）、玻璃、罐頭、電腦、地毯和輪胎計算出碳足跡。澳大利亞已為木材和其他建材計算出碳足跡。澳大利亞、韓國和美國的學術單位已為柏油路計算出碳足跡。公司、非營利組織和學術單位已為郵寄信件和包裹計算出碳足跡。卡內基美隆大學為8個國家，每國46個大型經濟部門計算出碳足跡。卡內基美隆大學、瑞典和英國碳信託基金已為家庭和餐館食品計算出碳足跡。
碳信託基金與英國的食品、襯衫和清潔劑製造商合作，於2007年3月推出二氧化碳排放標籤。這種標籤用於配合新的公開可用規範（不是種標準）和PAS 2050（產品與服務溫室氣體排放生命週期評估規範），碳信託基金和各種行業合作夥伴正積極推動這種標籤的試點計畫。碳信託基金在2012年8月表示他們已經測量27,000個可認證產品的碳足跡。
觀察某些產品的包裝是計算其碳足跡的關鍵因素。通常包裝體積越大，碳足跡就越大。

### 食物
食物佔家庭碳足跡的10-30%，主要由農業活動和運輸等產生。由於植物能量轉化為動物能量的效率低下，以及畜養動物的糞便會釋放甲烷，肉類食物的碳足跡比蔬菜和穀物等植物產品大。由研究人員Scarborough等人於2014年所做的研究，針對英國人的現實飲食進行調查，並就其飲食溫室氣體足跡做估計。每天平均膳食溫室氣體排放量（以二氧化碳公斤當量計）為：
- 大量肉食者，7.19公斤
- 中等肉食者，5.63公斤
- 低肉食者，4.67公斤
- 食魚者，3.91公斤
- 素食主義者，3.81公斤
- 純素主義者，2.89公斤

### 紡織品
不同紡織品的精確碳足跡會因多種因素而有很大差異。但針對歐洲紡織品生產的研究顯示，消費者在購買時，每公斤紡織品的二氧化碳排放當量為：
- 棉花：8公斤
- 尼龍：5.43公斤
- PET（例如合成羊毛）：5.55公斤
- 羊毛：5.48公斤

就紡織品經洗滌和乾燥的耐用性和所需能量，合成紡織品的碳足跡通常比天然織物低得多。 

### 材料
材料的碳足跡（也稱為隱含碳足跡）差異很大。許多常見材料的碳足跡可在數據庫如“Carbon & Energy database ”、“GREET databases及模型 ”，以及透過網頁openLCA Nexus進入“LCA databases”中找到。任何製成品的估計碳足跡都應經由第三方驗證。

### 水泥
水泥的生產過程中會產生大量二氧化碳排放。

## 政治碳足跡
衡量個人政治傾向（例如透過投票表達）的“政治碳足跡”概念最初由Seth Wynes、Matthew Motta和SimonDonner三位研究人員於2021年在探討加拿大選舉中引入。針對德國和英國的則由Jakob Thomä在同時期進行。這項研究首次嘗試把個人碳足跡的概念擴展到消費和投資之外。對加拿大大選的分析顯示，“贊同克制氣候變化”投票的中位數勝選投票者，每人可轉化為34.2噸二氧化碳當量減排，而提倡生活無車的勝選投票者，每人可轉化為2噸二氧化碳當量減排。對德國和英國的分析通過將投票轉向更多“支持克制氣候變化的政黨”來衡量相對碳足跡的減少。在2021年的德國大選中，一名德國選民從德國社會民主黨（社會主義政黨）轉向聯盟90/綠黨後每年可減少約7噸二氧化碳當量排放，而轉向更“可持續的生活方式”則可減少3噸二氧化碳當量排放。政治碳足跡通常比消費或投資足跡具有更高的減排潛力，因為消費足跡僅導致自己行為的影響，而透過選舉，可同時決定獲勝政黨選民、失敗政黨選民和未投票選民的氣候結果。

## 融資排放
金融投資組合的碳足跡（所謂的“融資排放”）起源於2000年代中期，投資公司（Henderson Global Investors和Pictet Asset Management）和非政府組織試圖讓銀行和投資者為其牽涉的碳足跡負責。名為2° Investing Initiative的非營利智庫於2013年對研究融資排放的方法學進行首次審查。蒙特利爾碳承諾（Montreal Climate Pledge）是金融機構所做的首個正式碳足跡承諾。此承諾受責任投資原則組織（聯合國支持的國際金融機構網絡）監督，截至2015年12月在巴黎舉行的聯合國氣候變化會議 (COP21)時，已經吸引120多家投資公司（合計管理的資產超過10兆美元）的承諾。在這個領域有一系列融資排放數據和方法供應商（例如 ISS、MSCI、S&P Sustainable1）。碳會計金融夥伴關係 (Partnership for Carbon Accounting Financial，PCAF) 是項金融產業倡議，目的在把支持管制融資排放的會計原則標準化。然而在此領域使用碳足跡概念並非沒爭議，因為將足跡邏輯轉換為金融工具會帶來許多挑戰和警示，包括須把扭曲結果和數據品質的金融變量標準化。因此許多主要的氣候目標設定行動都側重於前瞻性的衡量投資組合匹配做法（例如Paris Agreement Capital Transition Assessment，PACTA，由2° Investing Initiative開發的工具，用於衡量財務投資組合與氣候變化情景的匹配度，也可用於衡量特定公司的投資）。

## 成因

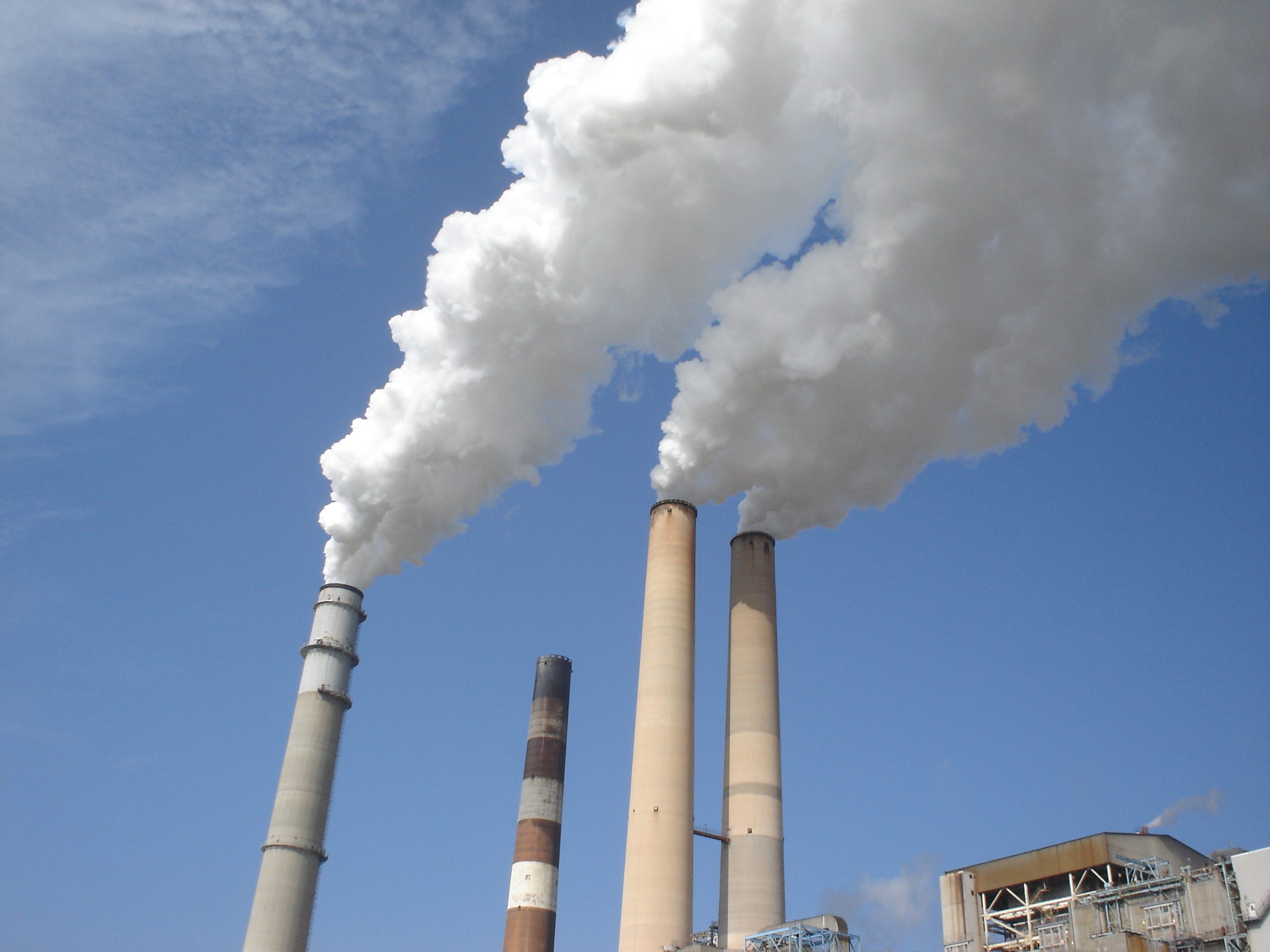
由火力發電廠釋放，含有溫室氣體的煙霧。

雖然有些溫室氣體是自然產生，但人類活動已大幅增加其數量。工業上，溫室氣體的主要來源是發電廠、住宅建築物和公路運輸，以及能源工業生產的流程和逸失、鋼鐵製造、煤炭開採以及化學和石化工業。環境變化也導致溫室氣體排放增加，例如森林砍伐、森林退化和土地利用變化、畜牧業、農業使用土壤和水，以及污水。中國是最大的溫室氣體排放國，佔總排放量的30%。美國佔15%，其次是歐盟佔9%，印度佔7%，俄羅斯佔5%，日本佔4%，剩餘的30%由其他國家/地區共同組成。.
二氧化碳並非威力最強的溫室氣體，但因其最為普遍，而且數量極為龐大（約佔所有溫室氣體的3分之2），因此有絕大的影響力。其餘的主要溫室氣體有甲烷（16%佔比）、氮氧化物（6%佔比）及工業廢氣（2%佔比）。
甲烷主要由煤炭、石油和天然氣產業釋放。雖然甲烷不像二氧化碳那般數量龐大，但仍非常普遍。因甲烷更能吸收熱量而比二氧化碳更有害。甲烷是天然氣的主要成分。工業界和消費者近來大量使用天然氣，他們認為天然氣含有較少的二氧化碳，因此對環境較好。但事實上是甲烷對環境的危害反而更大。 
一氧化二氮經燃料燃燒後釋放，主要是由燃煤發電廠、農業和工業活動所產生。
氟化氣體包括氫氟烴、碳氟化合物、六氟化硫和三氟化氮。這些氣體完全是人類活動的產物，最主要的來源是使用如冷媒、氣膠、推進劑、發泡劑、溶劑和阻燃劑等會耗用臭氧的物質。
生產這些氣體會增加個人的溫室氣體足跡。產量越多，溫室氣體足跡就越大。

## 與時俱增的溫室氣體

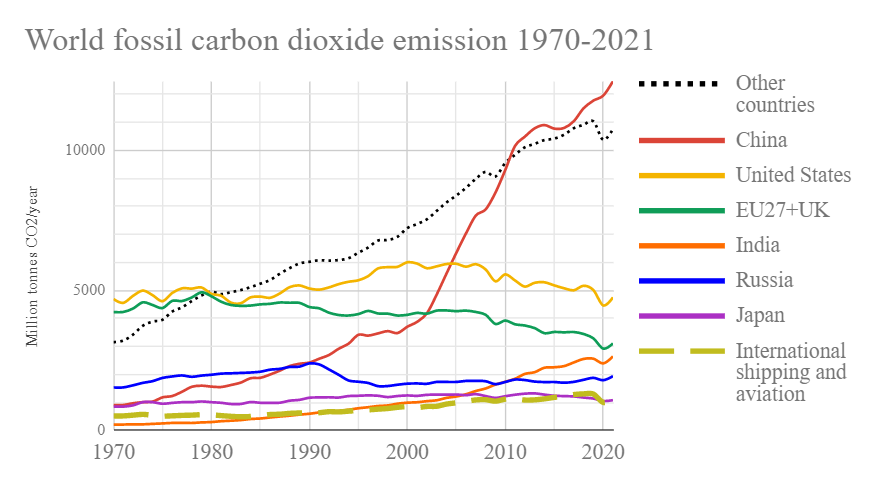
世界7大二氧化碳排放國/聯盟的歷史排放記錄。

自第一次工業革命以來，全球溫室氣體排放量急劇增加。截至2017年，二氧化碳水準是工業革命前的142%。甲烷增加253%，一氧化二氮增加121%。大量使用化石燃料，讓溫室氣體排放量迅速增加，把地球溫度升高。在過去的250年裡，燃燒化石燃料加上砍伐森林等人類活動是這一增長的大推動者。僅在過去25年裡，排放量就增加33%以上，其中大部分是二氧化碳，佔增量的4分之3。

## 減少碳足跡

### 減少個人碳足跡的方法
2017年7月發表在季刊《環境研究快報》上的一項研究報告，提出個人減輕自身碳足跡的最重要方式是少生一個孩子（“在已開發國家平均每年可減少58.6公噸二氧化碳當量排放”），其次是無車生活（每年減少2.4公噸二氧化碳當量排放），放棄航空旅行（每一次跨大西洋旅行會產生1.6公噸二氧化碳當量排放）和採植物性飲食（每年減少0.8公噸二氧化碳當量排放）。該研究還說大多數政府的資源都用在效果不大的地方，結論是：“一個美國家庭選擇少生一個孩子，其減排效果抵得上684個青少年選擇在其餘生中採全面資源回收利用的做法。
一個有效選擇是少開車。利用步行、騎自行車、共乘、利用大眾運輸和整合旅遊行程都可減少燃料消耗，減少排放。
選擇食物對個人的碳足跡有重大影響。動物性蛋白質（尤其是紅肉）、稻米（通常產自甲烷排放量高的稻田）、需長途運輸或低燃料效率運輸的食品（例如，長途運送極易腐爛的農產品）以及經大量加工和包裝的食品，都是高碳食物。芝加哥大學的科學家估計“美國人的平均飲食（有28%的卡路里來自動物性食物)，每人每年比素食，或是純素食多產生約一公噸半以上的溫室氣體。”依據他們的計算，即使用植物蛋白（例如豆類、穀物）取代一般美國人飲食中3分之1的動物蛋白，也可把飲食的碳足跡減少半公噸。最後，扔掉食物不僅會增加個人或家庭碳足跡，還會增加把垃圾運送到垃圾場的運輸排放量和食物分解的排放量，而分解所產生的是比二氧化碳更強大的甲烷。
減少人類碳足跡的做法還有對所用材料的拒絕使用、減少使用、重複使用、設定新用途及資源回收（稱為5R's）。
另一種選擇是減少在家中使用空調和暖氣。同樣，可在家中穿著價格不高的保溫衣物即可達到減排的目的。
碳手印（carbon handprint）運動強調碳補償的個別手段，例如多利用大眾交通工具或在歷經森林砍伐地區植樹，以減少個人的碳足跡並增加他們的“手印”。

### 大量減少碳足跡的方法

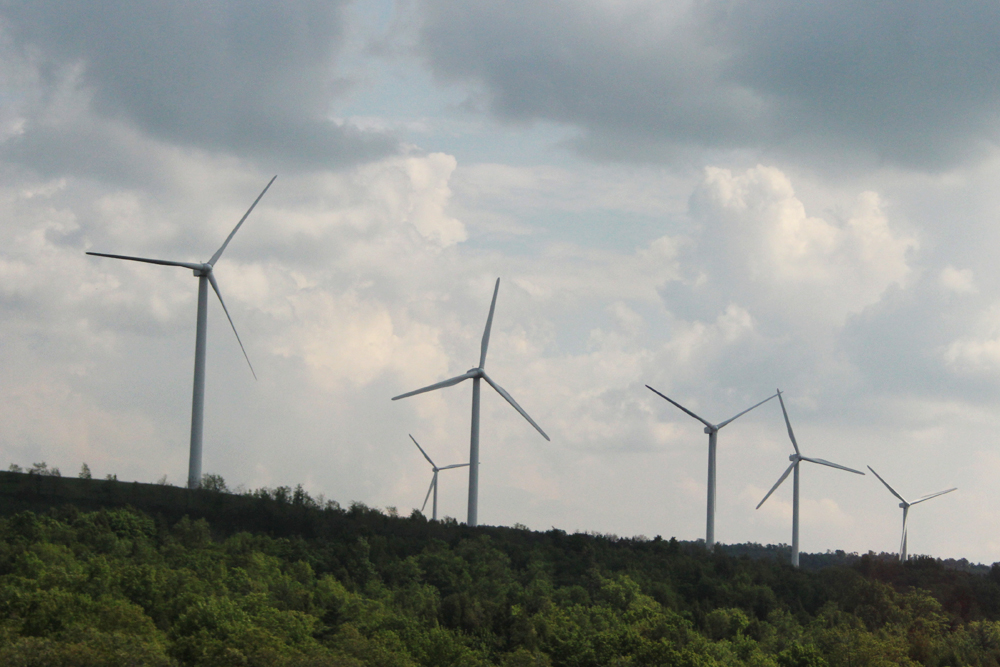
風力發電場內的零排放風力發動機。

效果最大的氣體排放管理行動有：冷媒管理（2017年-2050年，減少900-980億公噸二氧化碳當量排放，因為冷媒的升溫潛能是二氧化碳的數千倍）、建立陸地風力發動機發電（減少850億公噸當量）、減少食物浪費（減少710億公噸當量）及復育熱帶森林（減少610億公噸當量）。前述計算是到2050年的累積減量，因為這類行動的準備時間很長，無法按年計算。
產品、服務或公司的碳足跡受到多種因素的影響，包括但不限於：
- 能源種類
- 發電廠以外發電活動
- 使用材料

這些因素也可能因地點或產業而有變化。但有一些通用步驟可達到大規模減少碳足跡。
根據美國能源信息署（EIA）在2016年的報告，美國發電廠約佔全國二氧化碳排放量的37%，是值得設法減排的目標。最便宜的方法是透過提高能源效率。美國節能經濟委員會（ACEEE）報告說，根據2015年的數據，能源效率有可能每年為美國節省超過8,000億千瓦時的電量。提高能源效率的一些方案，包括但不限於：
- 廢熱回收系統（英语：waste heat recovery unit）
- 大型建築物和燃燒室的隔熱設計
- 技術升級，即採用不同的發光源，更低的機器耗電量

通過發展核子動力（一種零碳排放能源）和替代能源項目（例如太陽能和風能等再生資源，可減少消耗能源而產生的碳足跡
林地復育是碳補償（在產生碳排放的同時也減少大氣中等量的二氧化碳）的其中一例。因有碳補償，而產生碳信用，可用來減少公司的整體碳足跡。
由於供應商改進排放核算，而計算出供應鏈排放（範圍3）平均比營運排放高11.4倍，（為先前估計的兩倍多）。因此有越來越多的公司關注減少來自其供應商的排放，以此作為降低風險和掌握改進機會的方式。
生命週期或供應鏈碳足跡研究可提供有用的數據，幫助企業確定需要改進的特定和關鍵領域，便於採取降低行動。目前收集供應商排放的真實數據、制定針對熱點的戰略和激勵供應商，仍會遇到障礙。但確實已有解決方案，重點應放在逐年改進。

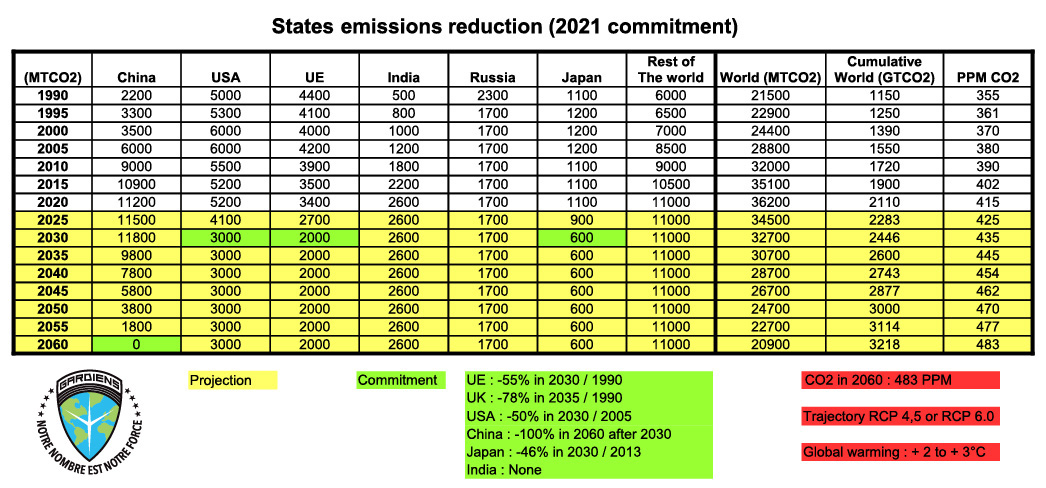
2021年承諾二氧化碳減排，幾個國家提出的數字。

## 減少碳排放的方案
由於人類燃燒天然氣、石油和煤炭等化石燃料而把大量溫室氣體排放進入大氣。但可透過購買碳權來抵銷此類有害影響。
京都議定書設定具有法律約束力的目標和時間表，以減少參與簽訂的工業化國家的溫室氣體排放量。從經濟（即市場)的角度來看，強制市場和自願市場有其區別。此兩種市場有典型特徵，即排放權證交易：
- 認證減排單位（英语：Certified Emission Reduction） (CER)，根據京都議定書清潔發展機制頒發
- 減排單位（英语：Emission Reduction Unit）（ERU），根據京都議定書的聯合執行（JI）計畫產生，單位為二氧化碳當量公噸
- 核實減排量（英语：Verified Emission Reduction） (VER)，以二氧化碳當量公噸為單位，可用於交易

### 強制市場機制
強制市場引入下列三靈活機制，企圖以最低的經濟成本實現《京都議定書》規定的目標：
- 清潔發展機制（CDM），經由聯合國運作的碳抵銷計畫，供參與國家籌集減排資金以及達到氣候目標（英语：climate target）的衡量
- 聯合執行(joint implementation（JI）)，讓簽訂國達成具有拘束力的目標
- 排放權交易

CDM和JI機制用來創建減排的權證，而排放權交易機制則讓這些權證得在國際市場上銷售。
- 符合清潔發展機制（CDM）要求的項目可產生認證減排單位(CER)。
- 符合聯合執行機制（JI）要求的項目可產生減排單位（ERU）。

CER和ERU可透過排放權交易機制出售。對CER和ERU的需求是由下述因素驅動：
- 依據《京都議定書》，減排不足的國家。
- 根據當地減排計劃，減排不足的機構團體。

履行京都議定書減排義務的國家，發生不足的情況時，可購買CER和ERU作彌補。國家和國家集團也可制定地方減排計劃，設定強制性二氧化碳排放目標。如果有義務的實體發生減排不足的情況，可購買CER和ERU來彌補。雖然《京都議定書》並未對地方性減排義務設有規定，但這種地方性對CER和ERU的需求，可有效刺激排放權交易和設定市場價格。
歐盟排放交易體系 (EU ETS)是個知名的強制性本地排放交易計劃。
EU ETS對進出歐盟的航空業產生的排放於2022年12月達成協議，納入排放權交易。 
其他國家（包括中國、印度和美國）計劃在未來幾年內開始參與排放權交易計劃。

### 自願市場機制
與強制市場相對的，有自願市場，為公司提供減排的另類選項。自願性市場開發的解決方案稱為核實減排量 (VER)。此方案的優勢在於項目/活動是根據CDM/JI項目的標準進行管理，但所提供的權證並未在東道國政府或是聯合國執行委員會註冊。對於相同項目品質的權證，VER的市場價格會較低。但目前VER並不能在強制性市場抵用。
北美洲的自願市場分為芝加哥氣候交易所成員和場外交易 (OTC) 市場成員。芝加哥氣候交易所是個自願但買賣具有法律約束力的排放權交易計劃，成員必須承諾遵守設定排放上限，並且從其他成員處購買配額以抵消超額排放。場外交易市場買賣的不涉及具有法律約束力的計劃，進場者包含公共和私人領域的廣泛買家，以及希望達成碳中和的特殊活動的參與者。碳中和指的是透過等量的碳封存或抵消量來平衡碳排放，或購買足夠的碳信用額度來彌補差額，達到淨零碳排放。
自願市場的參與者有項目開發商、批發商、經紀人和零售商，也有碳基金。參與市場的一些企業和非營利組織可能具有前述一種以上的身份。 根據非營利性組織Ecosystem Marketplace發表的報告顯示，碳抵消價格隨著供應鏈從上而往下（從項目開發商到零售商）的移動而增加。
雖然一些強制性減排計劃並未包括森林項目，但此類項目在自願市場內的交易卻很蓬勃。一個對林業項目溫室氣體封存量化方法的的批評是其不具精確性。但仍有人注意到林業項目可促進社區共同利益。自願市場中的項目包括避免森林砍伐、造林/林地復育、工業溫室氣體封存、提高能源效率、燃料轉換、從燃煤電廠和牲畜中捕獲甲烷，甚至是再生能源。在自願市場上出售的可再生能源證書 (REC) 因有所謂的額外性問題而頗有爭議。工業溫室氣體項目受到批評，因為此類項目僅適用於固定成本已經很高的大型工業工廠。吸收工業溫室氣體作封存被認為是是種輕而易舉之事；結果是類似項目的權證在自願市場上的價格最低。
擴大自願碳市場特別工作組 (Taskforce on Scaling Voluntary Carbon Markets，TSVCM) 是由英格蘭銀行前總裁馬克·卡尼領銜的倡議，目的是為自願碳市場提高品質和完整性。TSVCM預定在2023年期間創建一套核心碳原則 (Core Carbon Principles，CCP) 和機制，以簡化公司取得高誠信信評的途徑，並為銀行和投資者提供融資和交易的信心。
自願碳市場的規模和活動目前不易衡量。 估計在2021年的市場規模為10億美元。

## 解決方案

### 日常生活中改變
透過簡單改變個人日常生活的方式，就能達到減少溫室氣體足跡。做法包括減少使用空調與暖氣、使用LED燈、選擇符合能源之星標準的電器、回收利用、使用冷水洗衣服、避免使用烘乾機以及少吃肉。另一項調整是減少使用汽車。人們還可在空中旅行時搭乘直航班機。雖然這樣做不會瞬間減少個人的碳足跡，但長遠而言可產生重大影響。

### 生活方式和系統性變化
可持續生活指的是在地球上可持續的生活方式，或是人們有意減少個人或社會使用自然資源和個人資源的生活方式。研究發現人類經濟結構“脫碳”的結構性變化（也需超脫政治的結構性變化）是氣候變緩緩解所必需。這種變化會引導進入可持續的生活方式，連同生產出相關的產品、服務和支出。

### 減排溫室氣體

#### 減排二氧化碳
為減少二氧化碳排放就必須降低對化石燃料的依賴，改用可再生資源。 家庭節能措施包括在建築中增加絕緣、使用節能車輛和能源之星電器，以及在不使用時把電器插頭拔下。

#### 減排甲烷
有幾種減少甲烷氣體排放的方式，其中兩種是收集煤礦和垃圾掩埋場的排放。做牲畜及其糞便管理是另一種解決方案。生產化石燃料時會產生副產品的甲烷。利用技術避免過程中的洩漏以及減少車輛的使用也能減少排放。 

#### 減排一氧化二氮
一氧化二氮通常在工業生產中發生以及排放，改進生產技術是減排的手段。許多肥料都有含氮鹼基的成分，減少其使用，或改變其成分，是減少氧化氮排放的方法。 

#### 減少含氟氣體
氟化氣體並未大規模生產，但其對環境的影響最嚴重。有多種方式可減少這類氣體排放。許多會排放這些氣體的產業可將其捕獲，或是回收利用。這些產業也可投資於先進的技術，避免產出這類氣體。透過降低輸電網路和機動車的洩漏，還有許多空調系統會排放氟化氣體，而改用溫室效果較小的氫氟烯烴（HFOs）來取代，並最終開發不需用到氫氟烴冷媒的技術，均可降低這類氣體的排放。

## 附註
1. ↑  The footprints per capita of countries in Africa and India were well below average. To set these numbers into context, assuming a global population around 9–10 billion by 2050 a carbon footprint of about 2–2.5 tons CO2e per capita is needed to stay within a 2 °C target. The carbon footprint calculations are based on a consumption based approach using a Multi-Regional[44]Input-Output database, which accounts for all  greenhouse gas (GHG) emissions in the global supply chain and allocates them to the final consumer of the purchased commodities. GHG emissions related to land use cover change are not included.[45]

## 外部連結
- The GHG Protocol （页面存档备份，存于）